# 岡本太郎の眼
岡本太郎の眼（おかもとたろうのめ）は、日本の芸術家、岡本太郎が週刊朝日 に1965年（昭和40年）から1年間連載した随筆および、それらを纏めて1966年（昭和41年）に出版された随筆集の名称である。

## 概要と出版状況
芸術家、岡本太郎が伝統行事、政治、ファッション、スポーツ、文学など、1年のそれぞれの月ごとに関連する森羅万象のテーマに沿って、自らの社会観、人生観について書いたエッセイで、「週刊朝日」に1965年（昭和40年）の1月から12月まで、52回にわたり連載された。自らの創作活動についても言及されており、当時制作中だった久国寺の梵鐘「歓喜」にまつわる逸話が取り上げられている。
『岡本太郎の眼』の単行本は1966年（昭和41年）、朝日新聞社より刊行され、多くの版を重ねたが、1980年（昭和55年）に『岡本太郎著作集』で収録刊行された後は、絶版状態が続いていた。岡本の再評価が進み、歿後2年経った1998年（平成10年）にはチクマ秀版社から『眼 美しく怒れ』で増補再版されたほか、21世紀には角川書店でも再刊されている。

## 収録作品タイトル
タイトルの表記は原書に拠る。
- 1月
  - 祭は生きがい－お正月
  - 空白は跳躍台－目標
  - 20歳ではおそすぎる－成人式
  - 美しい日本人として怒る－期待される人間像[注釈 1]

- 2月
  - 命をかける楽しみ－スキー
  - 日本的天才をひらけ－文化財保護
  - 東大幼稚園の母親たち－教育制度
  - 政治感覚ゼロ－紀元節論議

- 3月
  - 動物と人間の共感－えんぶり
  - 顔を失った近代人－顔
  - 自覚なしの便乗派－変節
  - 闇と炎の神秘－お水取り

- 4月
  - 人間不在の無気味な轟き－近代総力戦
  - 透明な眼－青空
  - 手放しの混乱－靴と下駄
  - その日限りの生命をひらききる－お花見
  - 奇妙な国辱意識－港の投げ銭

- 5月
  - 不当への怒り－子供対大人
  - レジャーにまで勤勉－堂ヶ島風景
  - 民族的な特性－以心伝心
  - 残酷な現実－ベトナム海兵大隊戦記

- 6月
  - 茶の間の平和より世界の平和－女・子供に
  - 現代人の制服－背広
  - 貫いて敗れる人間の誇り－根性論の誤り
  - 災難よけ流線型－前こごみ

- 7月
  - 敗戦の夏－おみこし文化
  - 抵抗の生きがい－モダニズム
  - 本職は生きること－専門家
  - 反人間考－オバケ
  - 生命の衝動－子供の絵

- 8月
  - 孤独について－カラス
  - とざされたモラル－愛国心
  - 宇宙が叫ぶ－梵鐘・歓喜
  - 炸裂する空間－スピード

- 9月
  - 古雅なエロティシズム－西馬音内の盆踊り
  - 勇気と情熱に欠けたリーダー－首相沖縄訪問
  - 青春の噴出－モンキー[注釈 2]
  - なれあいの不潔さ－動物愛護

- 10月
  - 都市建設への提案－オバケ都市論
  - 人はそのままの姿で美しい－順番をつけるな
  - さりながら・さればとて－一平・かの子
  - 世界中の女・男と結ばれる－結婚式
  - もの言えば－沈黙する日本人

- 11月
  - 無条件の喜び－オモチャ
  - 半身だけの現実－代用時代
  - 色オンチ－独自に彩る生活
  - 近代にスポイルされる－物の重み

- 12月
  - ルールを守る側・破る側－政治の暴力
  - 古池や………－和歌・俳句論
  - いつでも新鮮－忘れることの美徳
  - ポトラッチの経済学－贈り物
  - 再生の歓喜－フィナーレ

## 刊行書誌
- 1966年（昭和41年）　朝日新聞社（単行本）
- 1980年（昭和55年）　講談社『岡本太郎著作集』第8巻
- 1998年（平成10年） 『眼　美しく怒れ』チクマ秀版社（岡本敏子編、増補版）
- 2004年（平成16年） 『眼　美しく怒れ』 同・新装普及版
- 2011年（平成23年） 『美しく怒れ』角川 oneテーマ21（新書、上記を抜粋）
- 2020年（令和2年） 角川文庫（新編版）